# فالکن‌اشتاین، زاکسن
شهر فالکن‌اشتاین، زاکسن در ایالت زاکسن در کشور آلمان واقع شده است.